# 丹納山脊
丹纳山脊（Dorsa Dana）是月球史密斯海中的一组皱岭，其中心月面坐标为3°00′N 90°00′E / 3.0°N 90.0°E，全长70公里，名称取自美国地质学家、矿物学家及动物学家詹姆斯·德怀特·丹纳（James Dwight Dana，1813年2月12日－1895年4月14日），1976年国际天文联合会在法国格勒诺布尔召开的大会上，该名称与其它众多月球地名一道被正式批准接受。